# Central hidroelèctrica de Mal Pas
La Central hidroelèctrica de Mal Pas és una central minihidràulica d'aigua fluent ubicada al terme municipal de Llavorsí, a la comarca del Pallars Sobirà, que aprofita el cabal del riu de Santa Magdalena. La posada en funcionament fou l'any 1997, amb una potència instal·lada original de 3,07 MW. Una ampliació feta l'any 1999 l'augmentà a 3,8 MW. L'obra civil fou construïda per la societat Copcisa i els equips hidràulics foren subministrats per l'empresa Hidrowatt.
L'any 1986 l'empresa Minicentrales Hidráulicas S.A. sol·licità la concessió de l'aprofitament hidroelèctric, i posteriorment la traspassà a l'empresa Hidroelèctrica de Santa Magdalena S.A., la qual posteriorment la cedí a l'actual titular, Promociones y Proyectos Modolell, S.L.

## Components de la central

### Resclosa
La resclosa es troba 1,72 quilòmetres rius amunt de l'edifici de la central, sota les Bordes de Vallespir. La longitud de la resclosa és de 30 metres, i té una alçada de 9 metres. Està ubicada a una altitud de 955 metres, crea un petit embassament al riu de Santa Magdalena, que deriva un cabal de 2,7 metres cúbics per segon  per una canonada forçada. El salt té un desnivell de 152 metres fins a arribar a la turbina de la central de Mal Pas.

#### Pas per a peixos
Per permetre el pas dels peixos s'hi construí un dels dos únics ascensors per a peixos a Catalunya. Es tracta però, d'un dispositiu molt tècnic que requereix un manteniment en continu i una supervisió del seu funcionament permanent. A més, és un tipus de dispositiu molt dirigit als grans migradors, però és molt discutible que sigui adequat per als peixos que no tenen un patró clarament direccional de grans moviments migratoris, com és el cas de la truita comuna al Pirineu. Sembla que algunes truites aconsegueixen travessar la presa quan aquest dispositiu està en funcionament. Amb tot, l'eficàcia és dubtosa a escala poblacional.

### Central
La central consta d'un únic grup hidràulic amb una turbina Francis horitzontal de 3,8 MW de potència. L'alternador síncron és de 3.995 kVA. La producció mitjana anual és de 7,55 GW/h.
El transformador està situat a l'exterior, al costat de l'edifici de la central.
L'evacuació de l'energia produïda es fa per una línia de 25 KW.

## Situació general

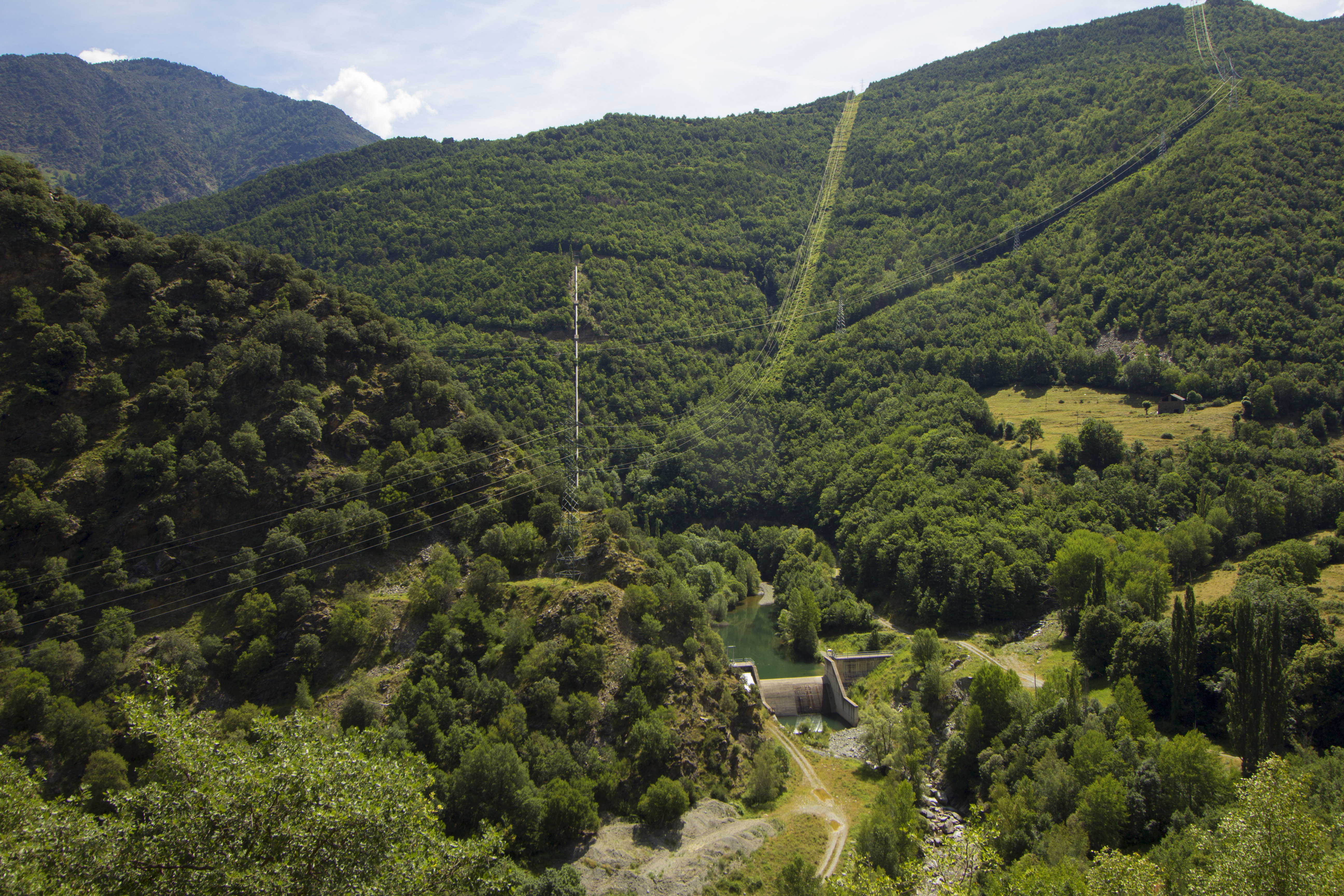
Resclosa de la central de Mal Pas i canonada forçada de la del Vallespir

### Resultats econòmics
La central és la menys rendible de les tres que té Promociones y Proyectos Modolell, S.L. a la vall de La Ribalera. Els elevats costos de manteniment, els cànons que ha de pagar als ajuntaments i la manca d'aigua en l'estiatge augmenten els costos i redueixen els ingressos, provocant problemes de viabilitat a la central.

### Possible reversió de la concessió
La Confederació Hidrogràfica de l'Ebre preveu realitzar, en el període entre els anys 2019 i 2027, la reversió de la concessió de la central a l'administració de l'estat.